# Stefaniola fructua
Stefaniola fructua är en tvåvingeart som beskrevs av Möhn 1971. Stefaniola fructua ingår i släktet Stefaniola och familjen gallmyggor. Inga underarter finns listade i Catalogue of Life.